# Sabrina jedzie do Rzymu
Sabrina jedzie do Rzymu (ang. Sabrina Goes to Rome) – telewizyjny film fabularny z 1998 roku, oparty na motywach serialu Sabrina, nastoletnia czarownica oraz serii komiksów o czarownicy Sabrinie. Film wyemitowała stacja ABC.

## Zarys fabularny
Sabrina – młoda i utalentowana czarownica, jedzie z ważną misją do Rzymu. Ma w ciągu dwóch tygodni otworzyć misterny medalion swojej ciotki Sophii. Na miejscu poznaje inną czarownicę, Brytyjkę Gwen, i przystojnego amerykańskiego fotografa, imieniem Paul. Gdy Paul i jego przyjaciel są świadkami odprawianych przez Sabrinę czarów, decydują się zarobić na jej zdolnościach.

## Obsada
- Melissa Joan Hart jako Sabrina/Sophie
- Tara Strong jako Gwen
- Eddie Mills jako Paul
- James Fields jako Travis
- Eric Alexander jako Alberto
- Nick Bakay jako głos Salema Saberhagena